# Trang viên ở Radochów

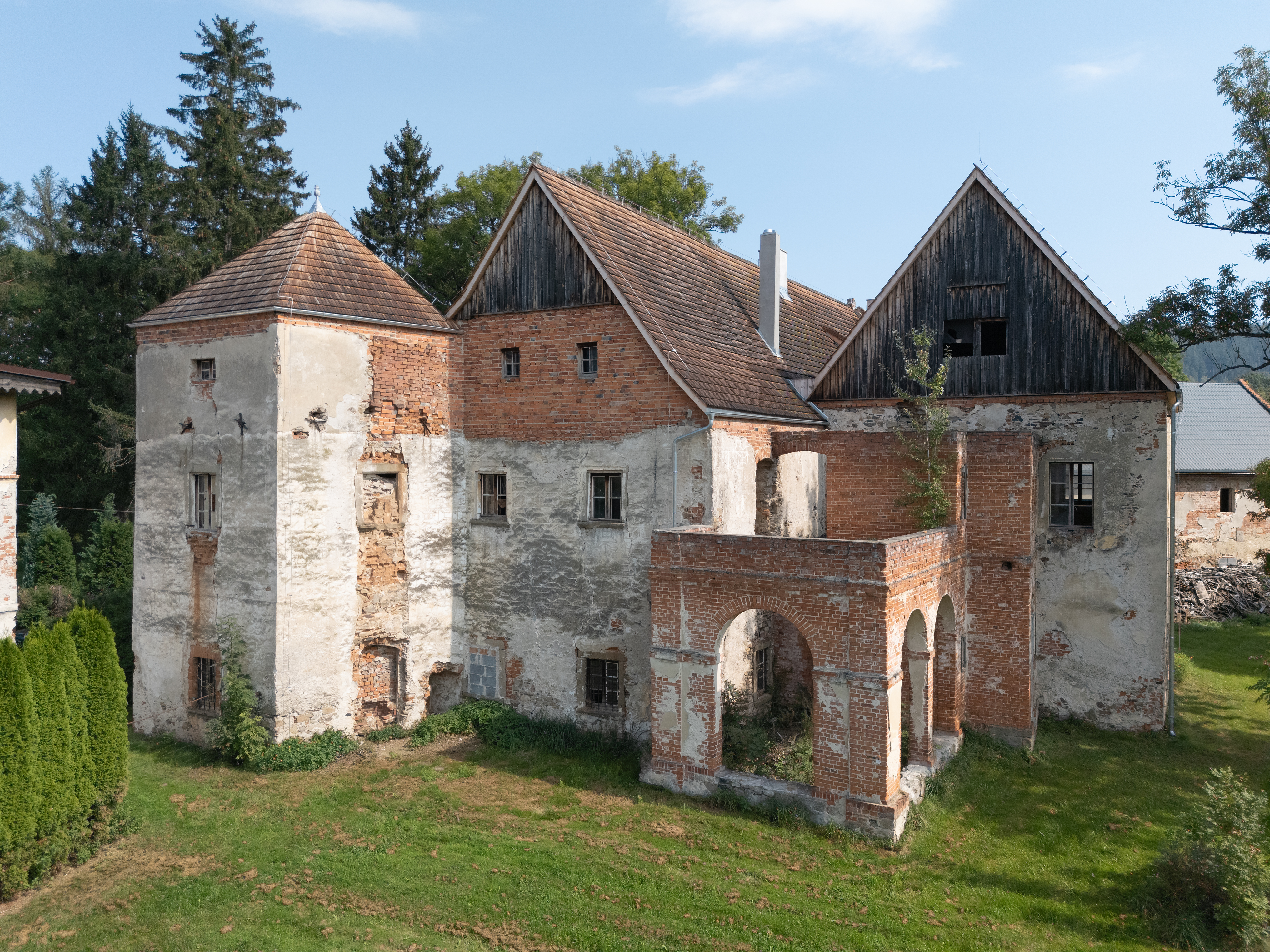
Trang viên ở Radochów (2024)

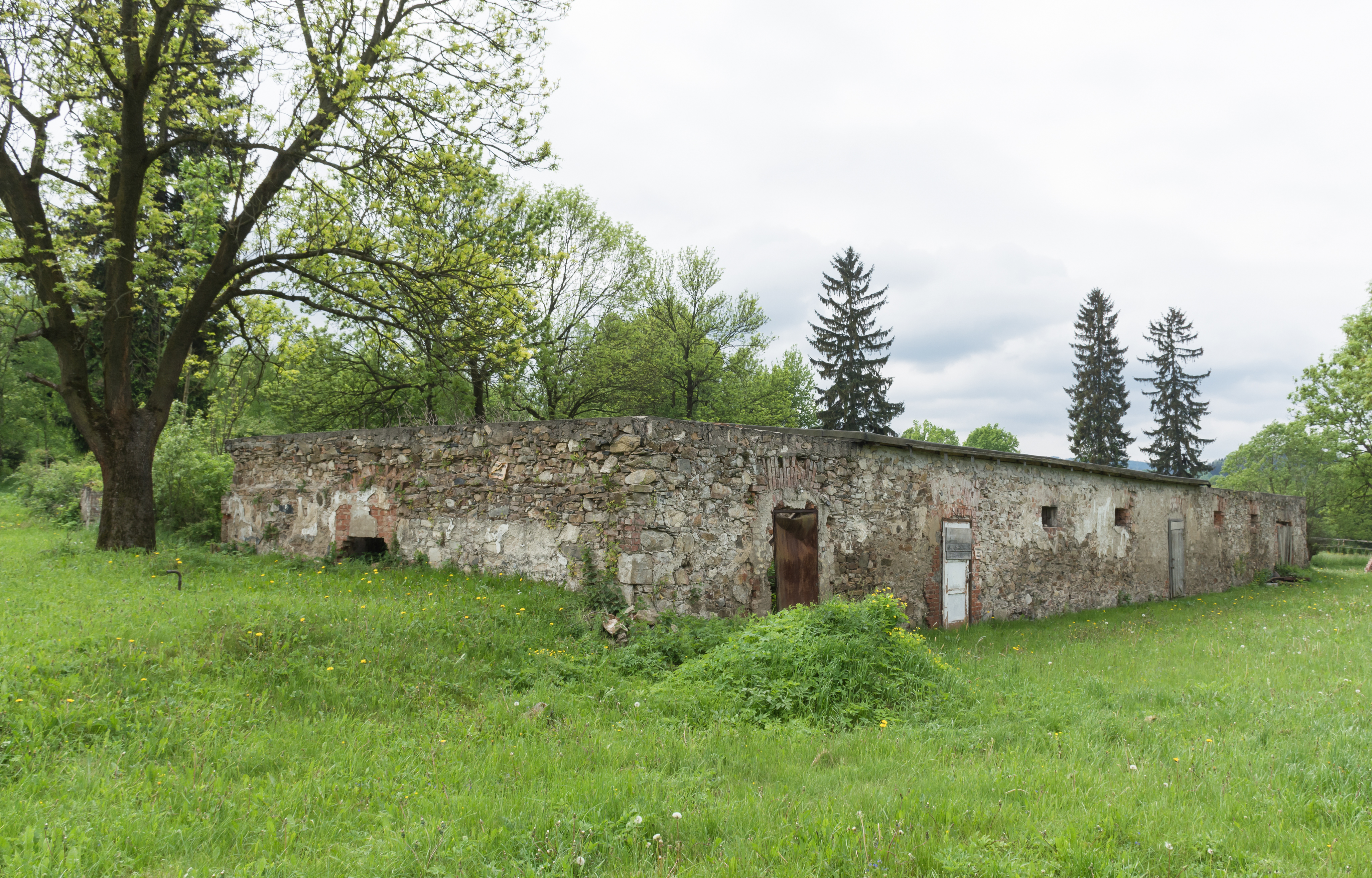
Phần tàn tích trong công viên

Trang viên ở Radochów (tiếng Ba Lan: Dwór w Radochowie) là một công trình kiến trúc lịch sử mang phong cách Phục hưng tọa lạc ở làng Radochów, thuộc thị trấn Lądek-Zdrój, huyện Kłodzko, tỉnh Dolnośląskie, Ba Lan. Trang viên và một công viên xung quanh đều có tên trong danh sách đăng ký di tích.

## Lịch sử
Trang viên ở Radochów gắn liền với dòng lịch sử lâu dài:
- Trong giai đoạn cuối thế kỷ 16 - đầu thế kỷ 17: Trang viên mang phong cách Phục hưng này được xây dựng. Các chủ sở hữu đầu tiên là gia đình quý tộc Pannwitz và sau đó là gia đình Haugwitz.
- Trang viên được xây dựng lại vào cuối thế kỷ 18 và vào đầu thế kỷ 20.
- Vào năm 1945: Dinh thự bị phá huỷ. Trong nhiều năm tiếp theo, trang viên rơi vào tình trạng xuống cấp và hư hỏng.
- Trong giai đoạn 1964-1965: Việc tu bổ và tái thiết trang viên được thực hiện.
- Hiện nay: Trang viên thuộc sở hữu tư nhân.[3]

## Kiến trúc
Mặt tiền trang viên được trang trí bằng các họa tiết bằng vữa (xây dựng), phần mái vòm ở tầng trệt thời Phục hưng và các dải cửa sổ bằng đá vẫn còn tồn tại cho đến ngày nay. Xung quanh trang viên là một tòa tháp, các trang trại, một khu nhà ở cho người hầu và một công viên đẹp như tranh vẽ. Trong công viên còn có một phần tàn tích bằng đá, có cổng và các cửa sổ.